# 臺灣新生報中興新村辦事處
 臺灣新生報中興新村辦事處，位於臺灣南投縣南投市中興新村光華里，修澤蘭設計，1964年落成，列南投縣歷史建築，今作餐廳活化。

## 樣貌
台灣新生報中興新村辦事處為兩層樓磚造建物，兩側保留紅磚外貌，門面採白色矩形。設計者修澤蘭以展開的報紙、膠捲、取景器為造型。螺旋狀的開窗與線條，遠看有如蝸牛、或巨型照相機。
2015年6月6日，606反空污大遊行，當地人將此屋裝飾大口罩在外牆上，還特定加了兩顆大眼睛。

旁側

## 沿革
1964年5月15日台灣新生報中興新村辦事處落成，臺灣省政府主席黃杰剪綵並題「義正詞嚴」，報社董事長謝然之、社長王民為等參與。2002年7月27日，行政院副院長林信義主持國家資產經營管理委員會上，要求結算《台灣新生報》資產以清償債務。此建物轉為私人所有，而土地依然為國有。2003年末，開始作為西餐廳。因緊鄰中興新村圖書館，吸引學生前來。
2009年10月2日，在地的光華里長史祝賢、和地方文史工作者向南投縣政府文化局申請此建物等納入文化資產保存。2011年1月26日，南投縣文化資產審議委員會通過列歷史建築。2015年9月21日，文化部專委李宛慈、前立委李文忠、縣議員陳翰立、前省文獻會主委簡榮聰、建築公會理事朱國華、藝術大道顧問簡國雄等來此聚會，提出中興新村全區景觀原貌保存計畫。
之後，台灣新生報中興新村辦事處原建物由南投縣文化資產學會理事李淑娟買下，以新台幣700多萬元在2019年4月展開修復作餐廳。10月19日以「姳琦興苑」之名揭幕時，馬英九前總統、林明溱縣長、陳正昇副縣長、馬文君立委、宋懷琳市長、梁志忠南投文化資產學會理事長等出席。

後側

## 外部連結
- 小興苑-中興新村台灣新生報辦事處的Facebook專頁